# Aloísio Pires
Aloísio Pires Alves, más conocido como Aloísio (Pelotas, Río Grande del Sur, 16 de agosto de 1963), es un exfutbolista brasileño.

## Trayectoria profesional
Jugando como defensa central ganó la medalla de plata con Brasil en el torneo de los Juegos Olímpicos de fútbol 1988, pero sorprendentemente sólo jugó siete veces internacional con la selección principal, debido principalmente a la gran competencia para su demarcación en ese momento. 
Aloísio jugó en el Sport Club Internacional brasileño y en el Fútbol Club Barcelona (donde jugó 48 encuentros de liga y ganó la Copa del Rey de España y la Recopa de Europa) antes de firmar por el Fútbol Club Oporto, en 1990-91, donde después de 279 partidos y 13 goles terminó su carrera.  
En el Oporto ganó varios títulos, cuyos seguidores lo recuerdan por su impecable comportamiento dentro y fuera del campo. 
Antes de retirarse en 2000/01, a los 37 años, ganó siete títulos del Campeonato portugués de Fútbol, siete Supercopas de Portugal y cuatro Copas de Portugal.

## Clubes
| Club                     | País     | Año         | Partidos | Goles |
| ------------------------ | -------- | ----------- | -------- | ----- |
| Sport Club Internacional | Brasil   | 1982 - 1988 | 107      | 7     |
| Fútbol Club Barcelona    | España   | 1988 - 1990 | 48       | 0     |
| FC Porto                 | Portugal | 1990 - 2001 | 332      | 15    |

## Palmarés

### Torneos regionales
| Título            | Club                | Sede               | Año  |
| ----------------- | ------------------- | ------------------ | ---- |
| Campeonato Gaúcho | S. C. Internacional | Río Grande del Sur | 1982 |
| Campeonato Gaúcho | S. C. Internacional | Río Grande del Sur | 1983 |
| Campeonato Gaúcho | S. C. Internacional | Río Grande del Sur | 1984 |

### Torneos nacionales
| Título                | Club            | País     | Año     |
| --------------------- | --------------- | -------- | ------- |
| Copa del Rey          | F. C. Barcelona | España   | 1990    |
| Supercopa de Portugal | F. C. Oporto    | Portugal | 1990    |
| Copa de Portugal      | F. C. Oporto    | Portugal | 1990-91 |
| Supercopa de Portugal | F. C. Oporto    | Portugal | 1991    |
| Primeira Liga         | F. C. Oporto    | Portugal | 1991-92 |
| Primeira Liga         | F. C. Oporto    | Portugal | 1992-93 |
| Supercopa de Portugal | F. C. Oporto    | Portugal | 1993    |
| Copa de Portugal      | F. C. Oporto    | Portugal | 1993-94 |
| Supercopa de Portugal | F. C. Oporto    | Portugal | 1994    |
| Primeira Liga         | F. C. Oporto    | Portugal | 1994-95 |
| Primeira Liga         | F. C. Oporto    | Portugal | 1995-96 |
| Supercopa de Portugal | F. C. Oporto    | Portugal | 1996    |
| Primeira Liga         | F. C. Oporto    | Portugal | 1996-97 |
| Primeira Liga         | F. C. Oporto    | Portugal | 1997-98 |
| Copa de Portugal      | F. C. Oporto    | Portugal | 1997-98 |
| Supercopa de Portugal | F. C. Oporto    | Portugal | 1998    |
| Primeira Liga         | F. C. Oporto    | Portugal | 1998-99 |
| Supercopa de Portugal | F. C. Oporto    | Portugal | 1999    |
| Copa de Portugal      | F. C. Oporto    | Portugal | 1999-00 |
| Copa de Portugal      | F. C. Oporto    | Portugal | 2000-01 |

### Torneos internacionales
| Título           | Club                       | Sede  | Año  |
| Plata en JJOO    | Selección sub-23 de Brasil | Seúl  | 1988 |
| Recopa de Europa | F. C. Barcelona            | Berna | 1989 |